# Maud Caillaux
Pour les articles homonymes, voir Caillaux.
Maud Caillaux, née le 27 août 1994, est une entrepreneuse française.
En 2021, elle figure dans la liste Forbes 30 Under 30 France.

## Biographie

### Enfance et éducation
Maud Caillaux naît le 27 août 1994 à Dijon d'un père français et d'une mère iranienne. Elle obtient un master à l'école de management de Grenoble et un master de marketing digital à l'université Columbia de New York. Par la suite, elle s'oriente vers une carrière dans le luxe. Elle effectue des stages dans des maisons de luxe telles que Berluti et Dior puis dans des banques (CIC et Société Générale).

### Carrière
Maud Caillaux co-fonde la néo-banque Green-Got en 2020,.

## Engagements
Engagée dans la lutte contre le réchauffement climatique et l'écologie, elle alerte sur les émissions de CO2 importantes des banques françaises dues à leurs investissements dans les énergies fossiles,,,.

## Distinction
En 2021, elle figure dans la liste Forbes 30 Under 30 France,,.